# 栗橋駅

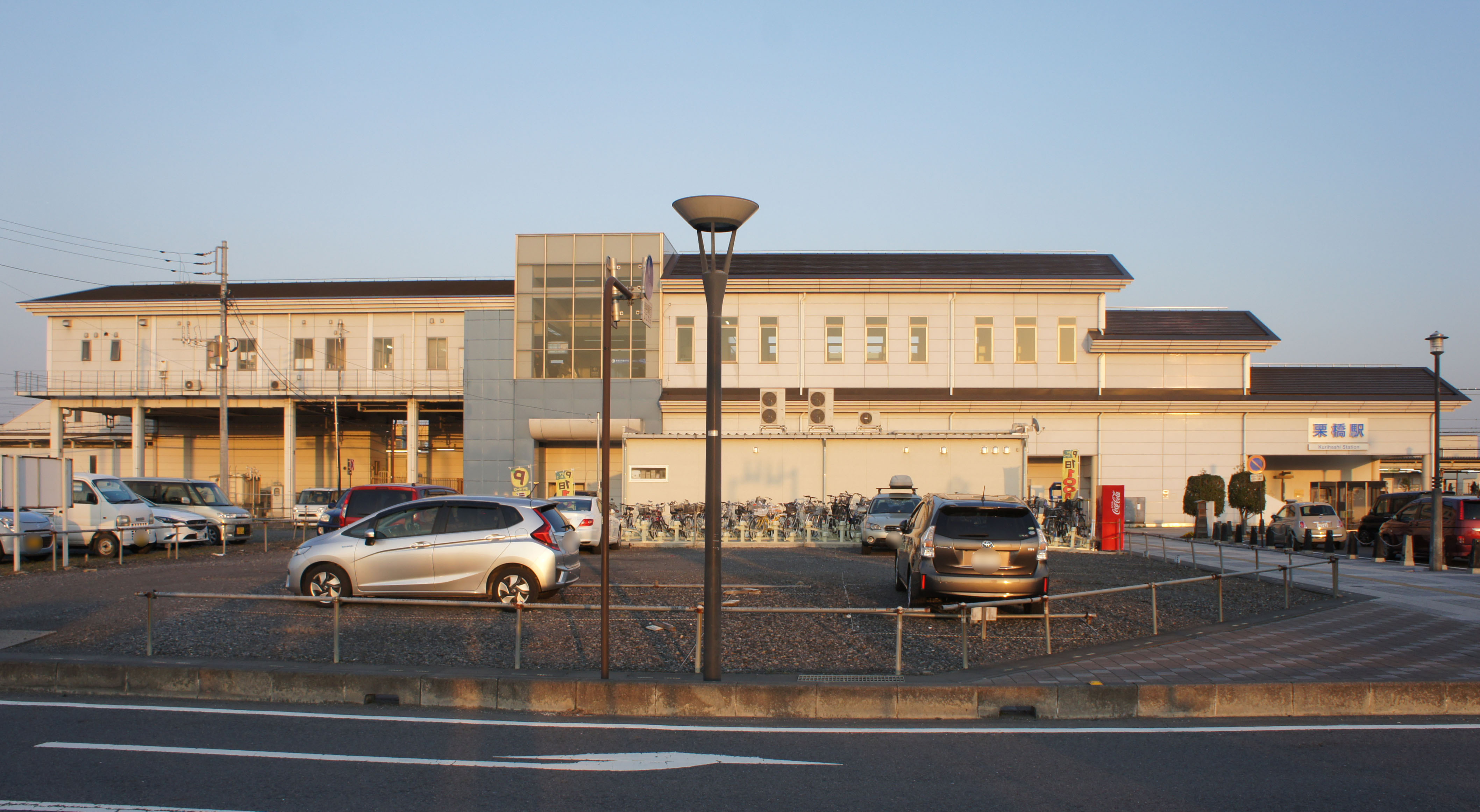
西口（2019年3月）

栗橋駅（くりはしえき）は、埼玉県久喜市にある、東日本旅客鉄道（JR東日本）・東武鉄道の駅。
JR東日本の東北本線と、東武鉄道の日光線の2路線が乗り入れ、接続駅となっているが、日光線の急行を除いて優等列車は停車しない。東北本線は旅客案内上の愛称「宇都宮線」の設定区間に含まれており、上野駅発着系統と、新宿駅経由で横須賀線に直通する湘南新宿ライン、上野駅・東京駅経由で東海道線に直通する上野東京ラインが停車する。

## 歴史
- 1885年（明治18年）7月16日：日本鉄道（現・東北本線）大宮駅 - 宇都宮駅間の開業と同時に開設[2]。当時次駅の古河駅との間に横たわる利根川への架橋が完了しておらず、当駅の対岸に中田仮駅を設置し、この間に鉄道連絡船が運航された[2]。
- 1886年（明治19年）
  - 6月17日：当駅 - 中田仮駅間の利根川初の鉄道橋梁、利根川橋梁が開通[2]。中田仮駅を中田信号所に変更[2]。
  - 7月9日：当時日本最大の橋梁の完成を視察するために明治天皇が利根川橋梁を展覧した[3]。またこの時の明治天皇行幸を記念して、東村（現：加須市大利根地域）青年団が1931年（昭和6年）11月に橋のたもとに「明治天皇行幸記念碑」を建立している[4]。
    - この4年後の1900年（明治33年）に作詞された「鉄道唱歌 第三集奥州・磐城篇」（大和田建樹作）では、栗橋駅を以下のように歌った。5.中山道と打わかれ ゆくや蓮田の花ざかり 久喜栗橋の橋かけて わたるはこれぞ利根の川
6.末は銚子の海に入る 板東太郎の名も高し みよや白帆の絶間なく のぼればくだる賑わいを
- 1906年（明治39年）11月1日：鉄道国有法により日本鉄道が国有化され[2]、鉄道院の駅となる。
- 1908年（明治41年）11月10日：久喜 - 当駅間複線化。
- 1909年（明治42年）10月12日：線路名称制定により東北本線の所属となる。
- 1913年（大正2年）5月：上野駅 - 宇都宮駅間で快速運転する普通列車609・610列車（一・二等客車付き）が上野駅 - 日光駅・黒磯駅間に設定され、当駅も停車駅となる。
- 1922年（大正11年）4月1日：中田信号所を中田信号場に改称[2]。
- 1929年（昭和4年）4月1日：東武日光線杉戸駅 - 新鹿沼駅間の開業と同時に東武鉄道の駅が開業[5]。
- 1932年（昭和7年）5月1日：中田信号場廃止[2]。
- 1947年（昭和22年）9月16日：カスリーン台風で利根川が東村（現：加須市）で決壊し、東京都内は江東3区にまで到達する大洪水が発生[6]。洪水は栗橋町（現：久喜市）にも進入し当駅も被害を被る（映像外部リンクに当時の被害状況）。
- 1950年（昭和26年）1月1日：利根川橋梁扛上・改修に伴い東北本線の駅を移転。営業キロを改訂（東京方に0.2km 移転）[7]。
- 1958年（昭和33年）4月14日：大宮 - 宇都宮間直流電化。
- 1981年（昭和56年）4月14日：貨物の取り扱いを廃止[2]。
- 1984年（昭和59年）2月1日：荷物扱い廃止[2]。
- 1987年（昭和62年）
  - 4月1日：国鉄分割民営化に伴い、国鉄の駅は東日本旅客鉄道（JR東日本）の駅となる[2]。
  - 9月：JR東日本で新設される快速フェアーウェイの停車駅となる。
- 2000年（平成12年）12月10日：橋上駅舎化・西口開設[8]。JRと東武の駅舎・改札が分割される（それまで東武鉄道の発券業務はJRに委託されていた）。多機能トイレにオストメイトを日本の鉄道駅では初めて設置。
- 2001年（平成13年）11月18日：JR東日本でICカード「Suica」の利用が可能となる[広報 1]。
- 2004年（平成16年）12月19日：宇都宮線（上野駅 - 古河駅間）ATOS稼働開始。
- 2006年（平成18年）3月18日：ダイヤ改正に伴いJR東日本と東武鉄道との間に連絡線が設置され、直通特急「（スペーシア）日光・きぬがわ」が運行を開始[広報 2]。同時に当駅での運転停車が実施される。また、東武においては準急が区間急行に名称変更され、本数も大幅に削減された。同時に南栗橋駅で系統分割されたことにより、浅草駅へ向かう列車は日中は新設された区間快速のみとなった[広報 2]。
- 2007年（平成19年）3月18日：東武鉄道でICカード「PASMO」の利用が可能となる[広報 3]。
- 2009年（平成21年）11月29日：JR東日本で、この日の運転を最後に快速フェアーウェイが運転休止。
- 2013年（平成25年）3月16日：東武のダイヤ改正で区間快速の快速運用範囲が新大平下駅まで拡大されたことにより当駅は通過駅となる。また、区間急行が1日1往復のみの運用となり、浅草駅へ乗り入れる列車も同列車のみとなった[広報 4]。
- 2017年（平成29年）4月21日：東武のダイヤ改正に伴い、南栗橋駅を始発・終点として同駅以北の運用に快速・区間快速の廃止の代替として新設された急行・区間急行の停車駅となる[広報 5]。
- 2022年（令和4年）
  - 1月14日：この日をもってみどりの窓口の営業を終了[9]。JR宇都宮線の快速列車通過駅としては、唯一最後までみどりの窓口が営業していた。
  - 2月1日：JR東日本の駅が業務委託化[10]。
  - 3月19日：前日に栗橋駅西（栗橋地区）土地区画整理事業の換地処分が公告された[11]ことに伴い、施行区域で町名地番変更が行われ[12]、東武鉄道の駅所在地が伊坂字土取場1202-2から伊坂中央一丁目18となる[13]。

## 駅構造
自由通路を兼ねた橋上駅舎を有しており、JR東日本と東武鉄道それぞれに改札がある。

### JR東日本
単式ホーム1面1線と島式ホーム1面2線の計2面3線のホームを有する地上駅。
JR東日本ステーションサービスが駅管理を受託している、小山営業統括センター（久喜駅）管理の業務委託駅。
Suica対応自動改札機・指定席券売機が設置されている。2016年2月21日より、始発から午前6時30分までの間は遠隔対応（インターホン対応は久喜駅が行う）のため改札係員は不在となり、一部の自動券売機のみ稼働する。

#### のりば
| 番線 | 路線                 | 方向           | 行先                             |
| ---- | -------------------- | -------------- | -------------------------------- |
| 1    | ■ 宇都宮線（東北線） | 上り           | 大宮・東京・新宿・横浜・大船方面 |
| 1    | ■ 湘南新宿ライン     | 上り           | 大宮・東京・新宿・横浜・大船方面 |
| 1    | ■ 上野東京ライン     | 上り           | 大宮・東京・新宿・横浜・大船方面 |
| 2    | ■ 宇都宮線（東北線） | （予備ホーム） | （予備ホーム）                   |
| 3    | ■ 宇都宮線（東北線） | 下り           | 小山・宇都宮・黒磯方面           |

（出典：JR東日本:駅構内図）
- 湘南新宿ラインの列車は前述のように横須賀線へ直通する。
- 2番線は待避線だが、2006年3月18日ダイヤ改正以降はダイヤが乱れた場合か、貨物列車の待避などの使用に限られる。そのため、コンコースでは「臨時上りホーム」と案内されている。2015年9月時点では土休日1本のみ、寝台特急『カシオペア』の運転日に当駅にて寝台特急の通過待ちを行っていた（運転日以外も時間調整のために5分程度停車）[15]。
- 毎年埼玉県民の日には、当駅発着の臨時快速「GOGO舞浜」が運転されることもある。配線の関係で、朝の舞浜行きは古河駅側から、夜の当駅止まりは到着後に古河駅方面へ回送される。

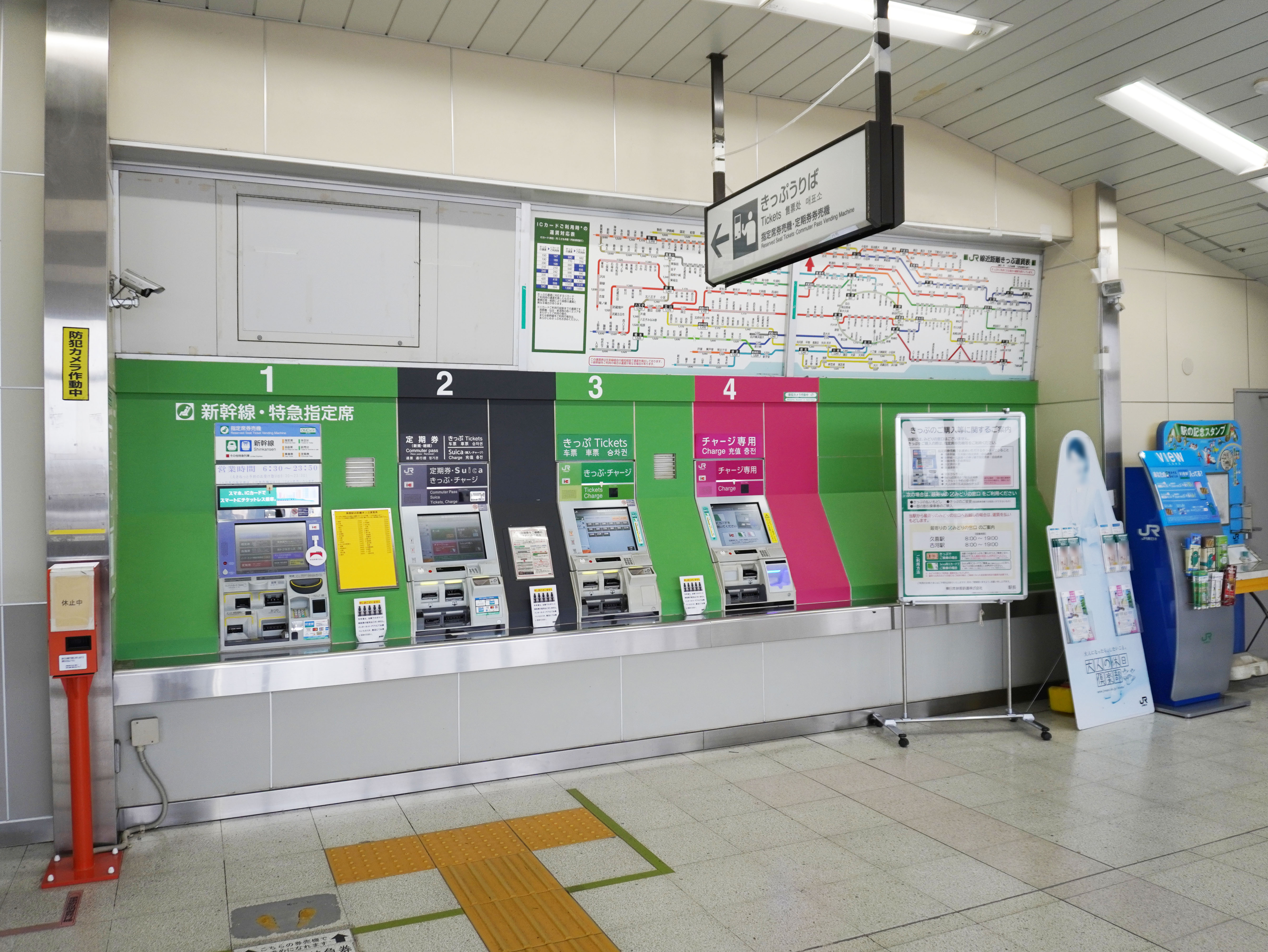
切符売り場（2022年12月）
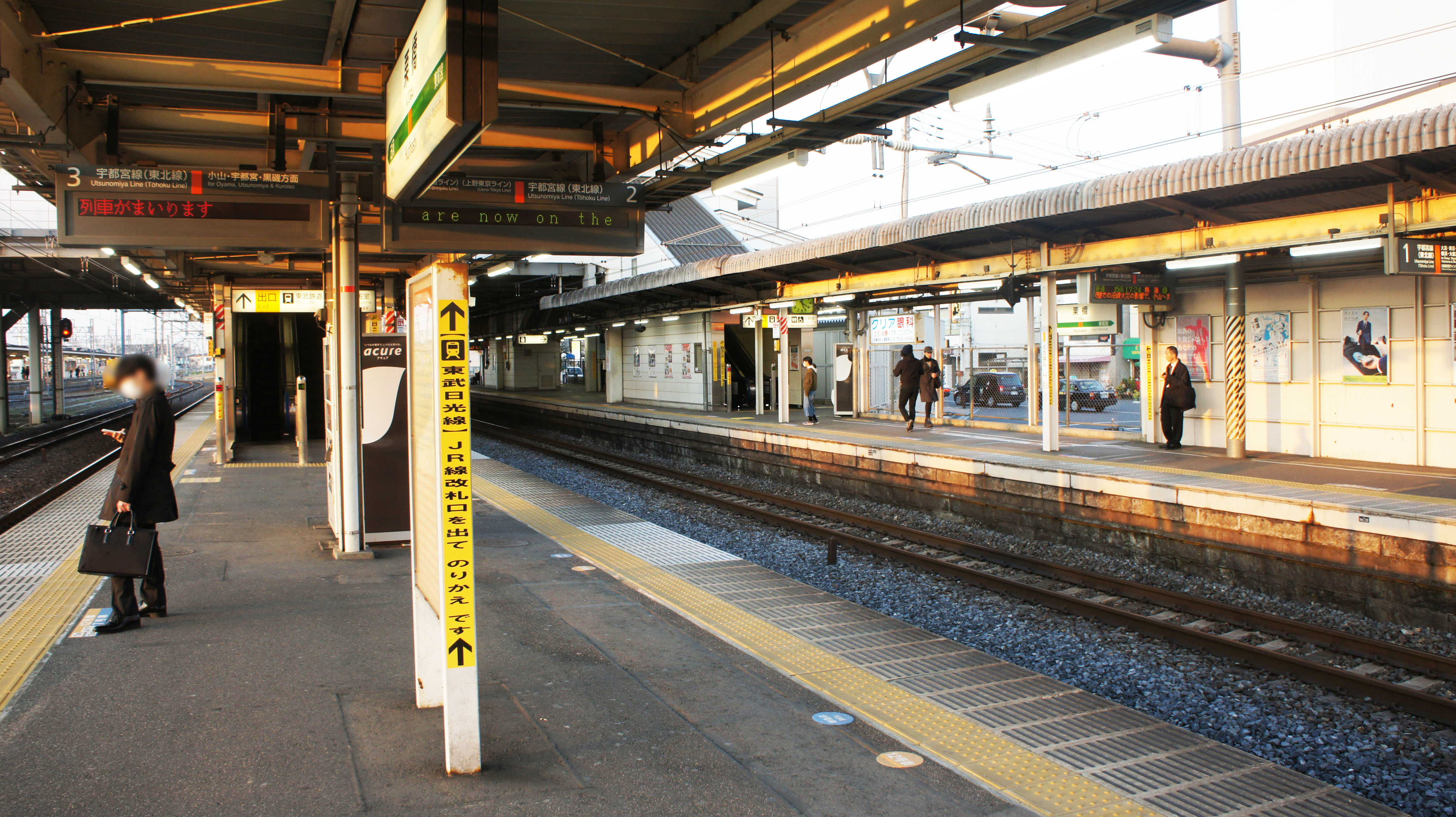
ホーム（2019年3月）

### 東武鉄道
島式ホーム1面2線を有する地上駅。駅番号はTN 04。PASMO対応自動改札機設置。

#### のりば
| 番線 | 路線   | 方向 | 行先         |
| ---- | ------ | ---- | ------------ |
| 1    | 日光線 | 上り | 浅草方面     |
| 2    | 日光線 | 下り | 東武日光方面 |

（出典：東武鉄道:構内マップ）
- 上記の路線名は旅客案内上の名称（「東武スカイツリーライン」は愛称）で表記している。
- 2013年3月16日のダイヤ改正で、当駅は区間快速の停車駅から外され[広報 4]、また2017年4月21日のダイヤ改正で当駅から東武動物公園・都心方面を乗り換えなしで結ぶ列車は全廃された[広報 5]。そのため当駅 - 東武動物公園、東武スカイツリーライン、半蔵門線、日比谷線方面を行き来する場合は、次の南栗橋駅で対面乗り換えとなる[広報 5]。
- 2017年4月21日のダイヤ改正で、快速・区間快速の廃止の代替として新設された急行・区間急行の停車駅となった[広報 5]（区間急行は2022年3月12日のダイヤ改正で廃止）。

## JR・東武連絡線とデッドセクション
当駅構内にはJR東日本の線路と東武鉄道の線路をつなぐ連絡線が設置されている。これは、2006年3月18日より開始された新宿 - 東武日光・鬼怒川温泉間を運行する特急列車「（スペーシア）日光・きぬがわ」の相互直通運転に合わせて新設されたもので、総工費は約16億円。厳密には国鉄時代末期まで貨物列車の授受線が設置されており、復活設置となる。
連絡線は両社の土地の境界線付近に設置され、東武の側線跡の土地も利用している。連絡線の途中には、両社の乗務員が交代するためのデッキ及び乗務員詰所が設置されている。JRと東武を直通する特急は当駅で旅客の乗降扱いを行わない（運賃・料金計算上は接続駅となる）ため、旅客用ホームは設けられておらず、列車は運転停車となる。線路の配置は運転本数が少ないため、単純な平面交差となっている。
連絡線上の新古河寄りには、長さ80メートルのデッドセクションが設けられている。東北本線東京 - 黒磯間と東武日光線はいずれも直流1,500ボルト電化であるが、双方の電源の混触を防ぐために設置されたもので、列車は惰行で通過する（通過中は車内照明が消灯するほか、空調も停止する）。デッドセクション内の架線は断路器を介して東武側の饋（き）電線に接続されており、何らかの理由で列車がデッドセクション内に停止した場合には東武側からの加圧で列車を動かすことができる。
なお、現時点では東武本線においてJR線と東武線が直結されている唯一の地点である。過去には北千住駅や久喜駅、栃木駅などでも接続していたが、貨物輸送の衰退に伴い分断された。
2020年代からは、当連絡線を介した東武の新製車両の搬入も実施されている。

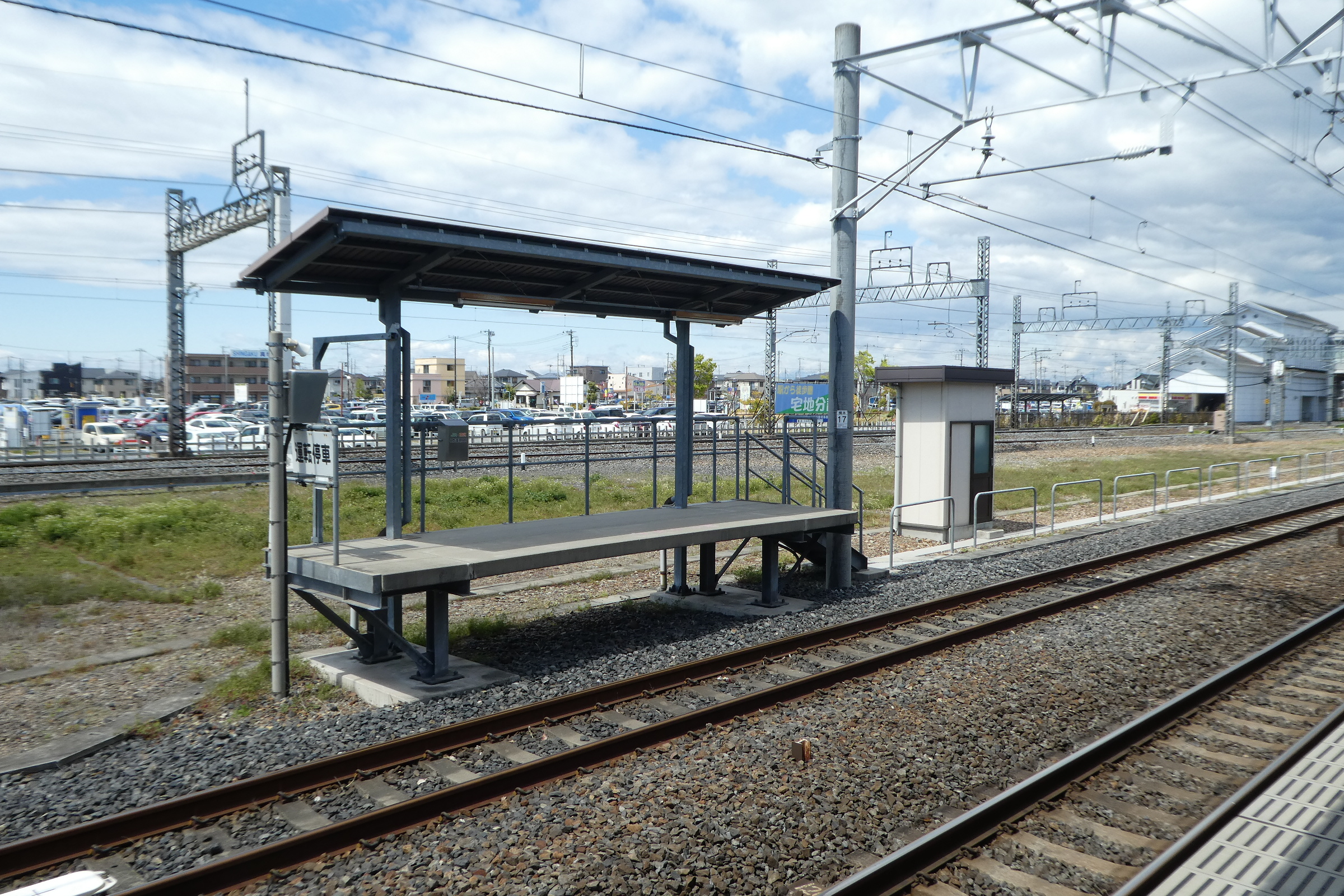
JR・東武の乗務員交代用のデッキ（東鷲宮方、2019年4月）
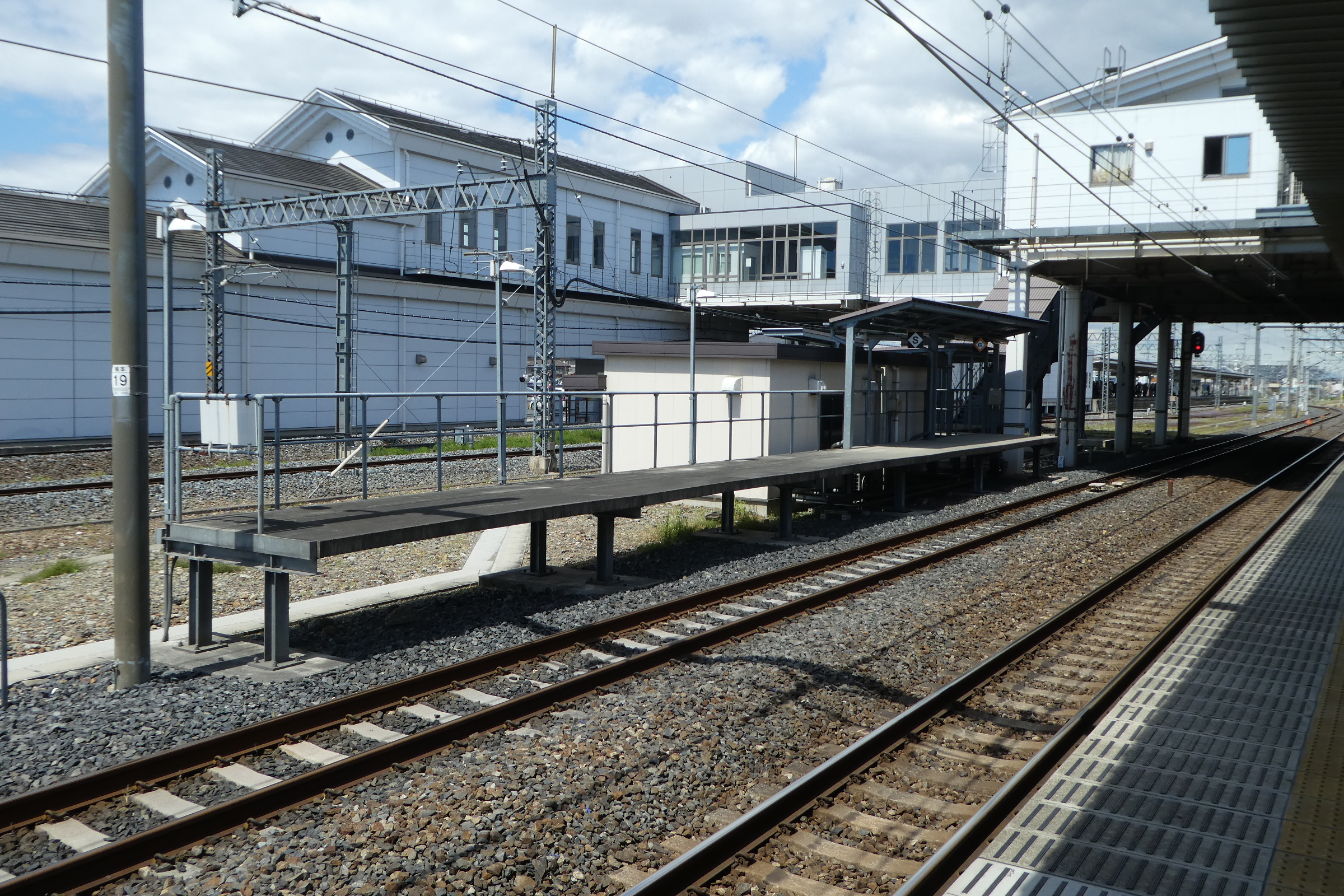
JR・東武の乗務員交代用のデッキ（新古河方、2019年4月）
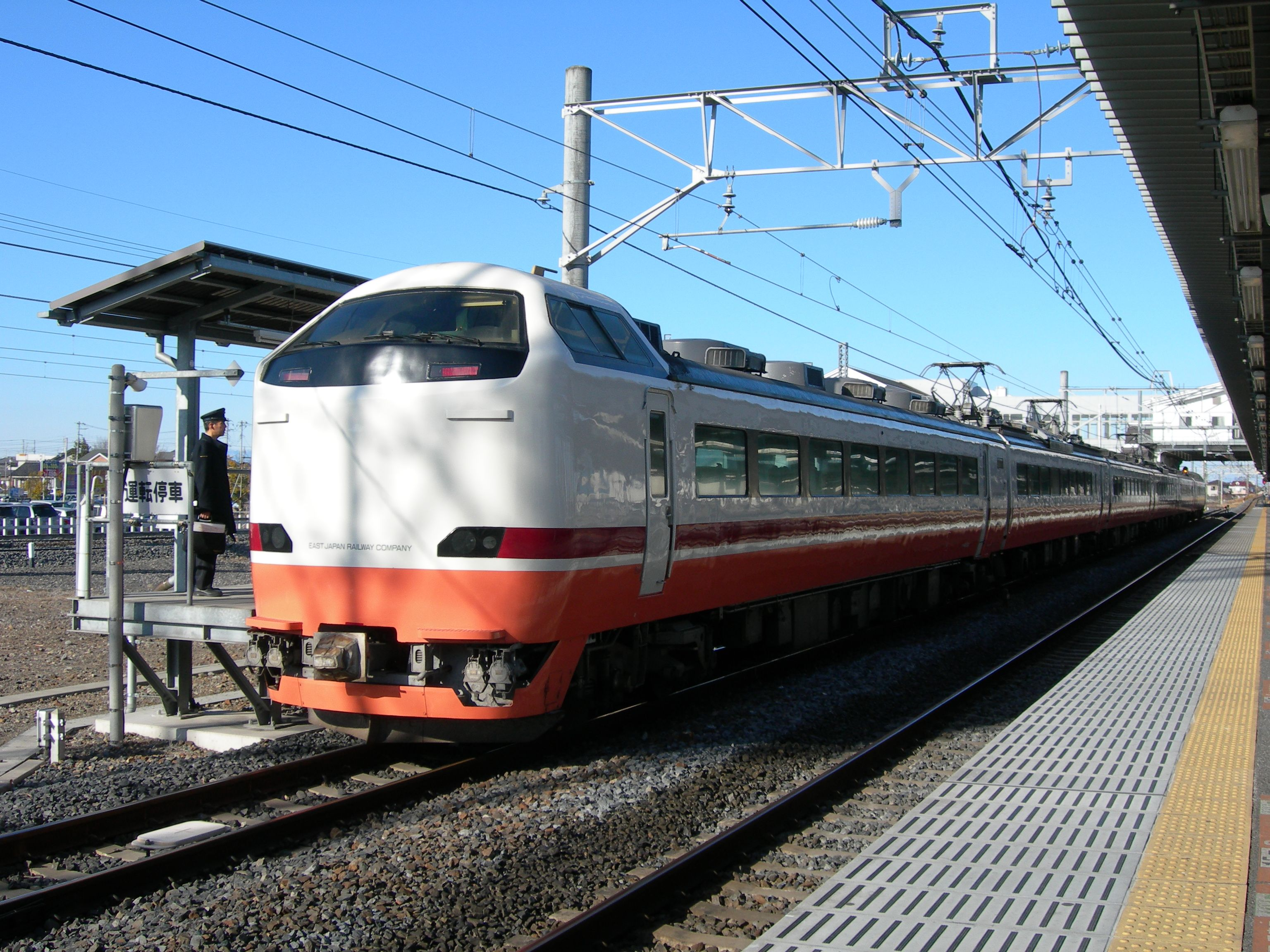
乗務員交代のため連絡線で停車する485系（2010年1月）
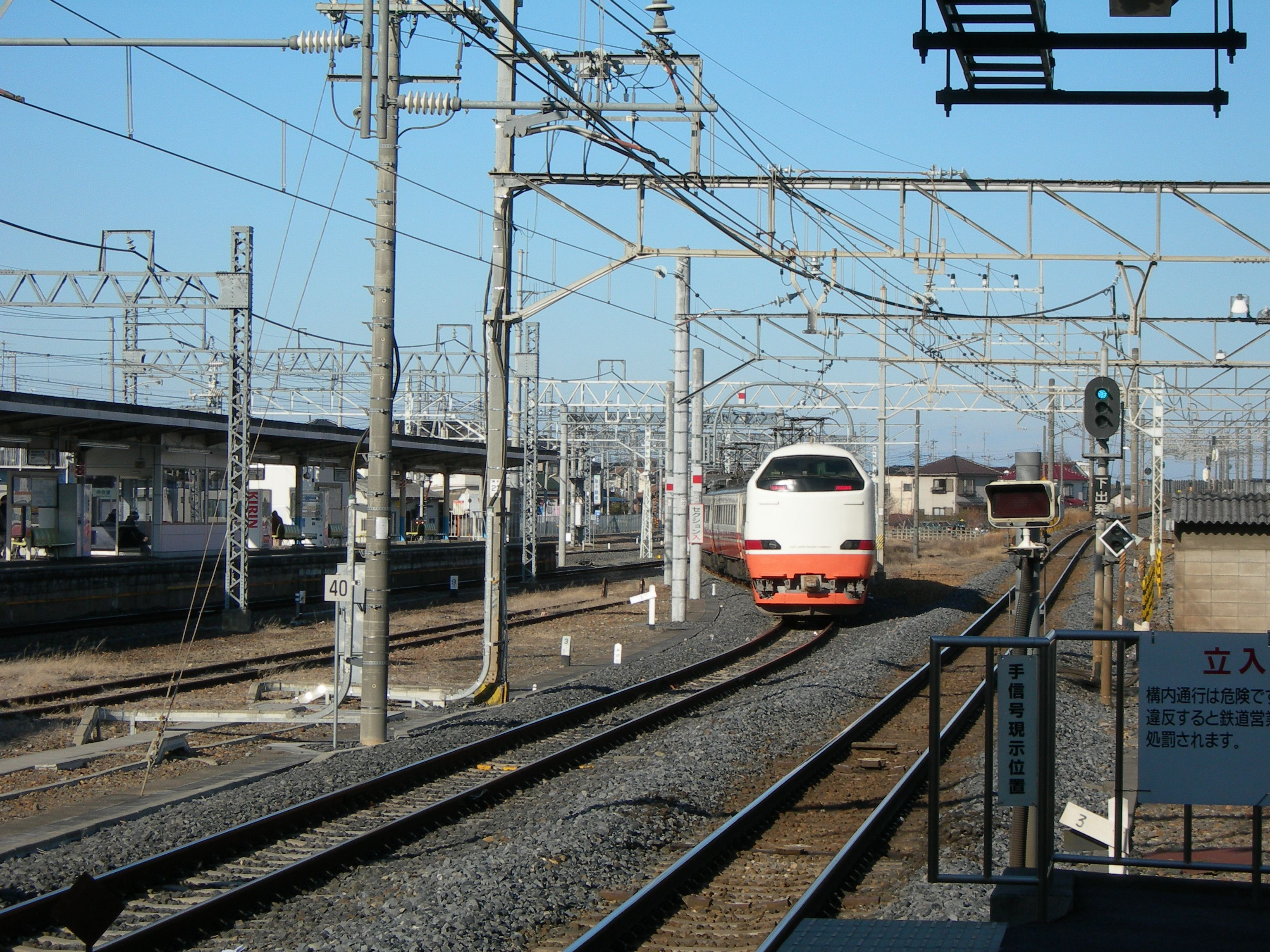
連絡線から東武線に入る485系、デッドセクションを惰行で通過中（2010年1月）
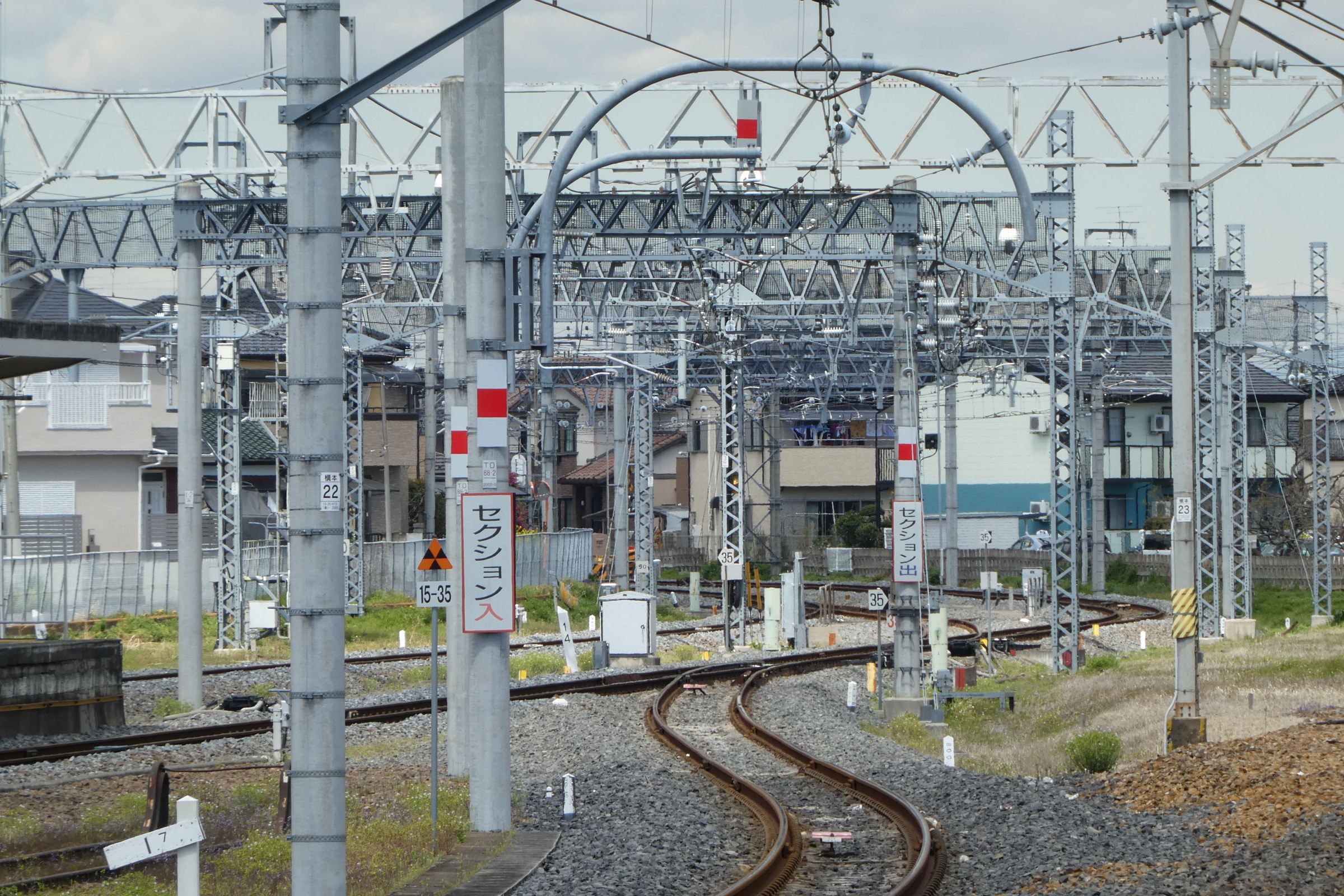
連絡線のデッドセクション（2019年4月）
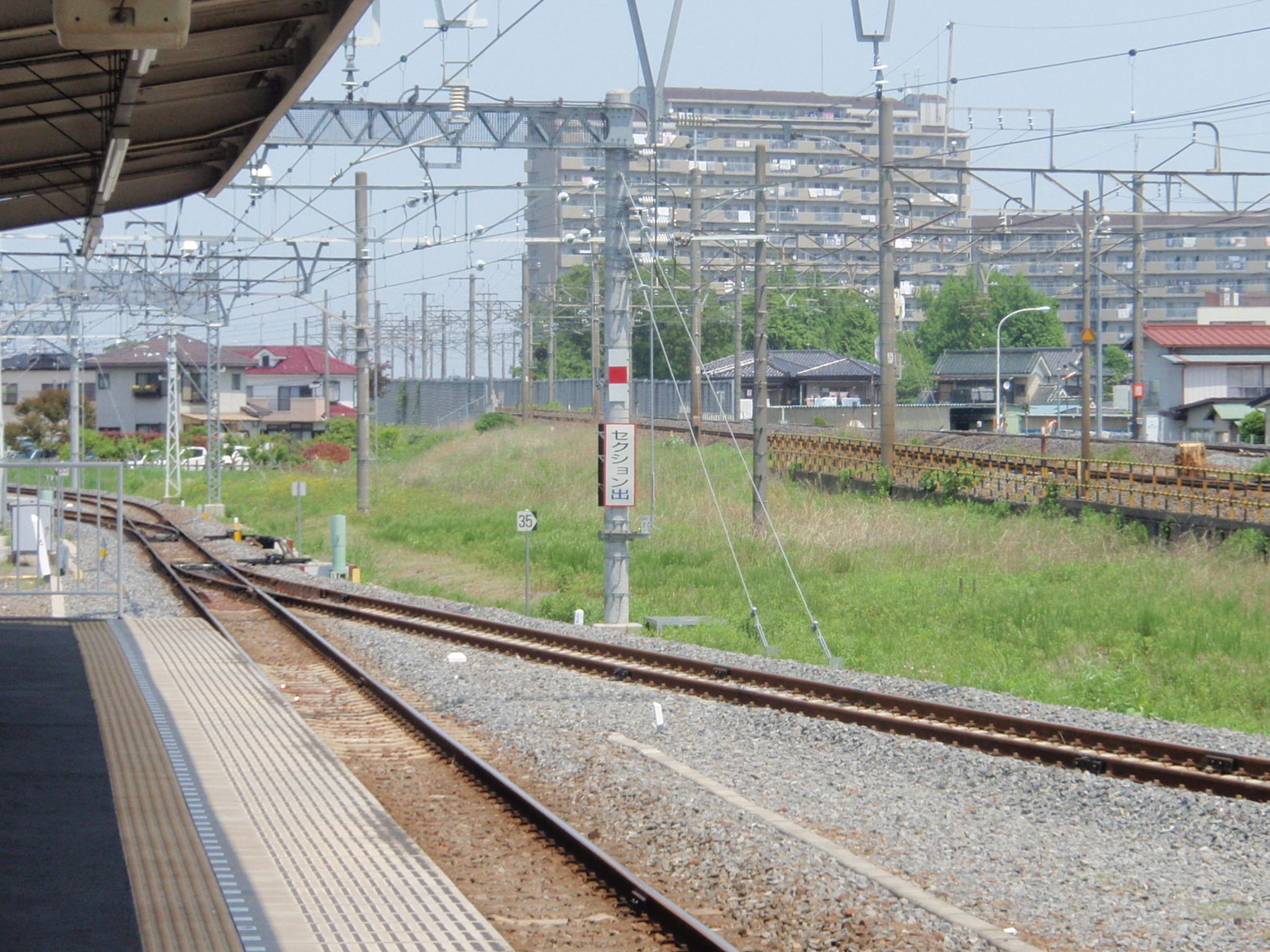
JR・東武連絡線。右がJR線、左が東武線（2009年5月）。

## 利用状況
- JR東日本 - 2023年度（令和5年度）の1日平均乗車人員は10,963人である[JR 1]。
- 東武鉄道 - 2024年度（令和6年度）の1日平均乗降人員は9,733人である[東武 1]。
日光線内の途中駅では幸手駅、杉戸高野台駅、栃木駅に次ぐ第4位。2018年度（平成30年度）には第3位だった杉戸高野台駅を抜いたが、2020年度（令和2年度）は新型コロナウイルス感染症（COVID-19）流行による影響で前年と比べ大幅に減少し、栃木駅・当駅が杉戸高野台駅を上回る減少率を記録したため再び第4位に入った。

乗換駅だが、JRは優等列車が止まらず、東武は都心方面からの一般電車は南栗橋止まりで、東武特急も止まるようになった久喜駅に比べると乗り換え客は少ない。それでも平成の大合併前の旧郡部に立地する駅としては、全国的に見れば多い部類に入る。東武は2017年（平成29年）に新設された区間急行（現在は設定なし）・急行の停車駅となった際、乗車人員の増加がみられている。
駅勢圏は市境の近い加須市大利根地域は勿論のこと、当駅にコミュニティバスが乗り入れる利根川対岸の茨城県古河市中田地域や権現堂川対岸の五霞町も含まれる。

### 年度別1日平均乗降人員
1990年度（平成2年度）以降の1日平均乗降人員の推移は以下の通りである（JRは除く）。
| 年度               | 東武鉄道         | 東武鉄道 | 出典       |
| 年度               | 1日平均 乗降人員 | 増加率   | 出典       |
| ------------------ | ---------------- | -------- | ---------- |
| 1990年（平成02年） | 7,640            |          |            |
| 1991年（平成03年） | 8,091            | 5.9%     |            |
| 1992年（平成04年） | 8,748            | 8.1%     |            |
| 1993年（平成05年） | 9,073            | 3.7%     |            |
| 1994年（平成06年） | 9,822            | 8.3%     |            |
| 1995年（平成07年） | 9,944            | 1.2%     |            |
| 1996年（平成08年） | 10,099           | 1.6%     |            |
| 1997年（平成09年） | 10,155           | 0.6%     |            |
| 1998年（平成10年） | 10,087           | −0.7%    |            |
| 1999年（平成11年） | 9,963            | −1.2%    |            |
| 2000年（平成12年） | 10,413           | 4.5%     |            |
| 2001年（平成13年） | 10,944           | 5.0%     |            |
| 2002年（平成14年） | 10,511           | −4.0%    |            |
| 2003年（平成15年） | 10,384           | −1.2%    |            |
| 2004年（平成16年） | 10,254           | −1.3%    |            |
| 2005年（平成17年） | 10,092           | −1.6%    |            |
| 2006年（平成18年） | 11,060           | 9.6%     |            |
| 2007年（平成19年） | 11,371           | 2.8%     |            |
| 2008年（平成20年） | 11,429           | 0.5%     |            |
| 2009年（平成21年） | 10,880           | −4.8%    |            |
| 2010年（平成22年） | 10,868           | −0.1%    |            |
| 2011年（平成23年） | 10,773           | −0.9%    |            |
| 2012年（平成24年） | 11,180           | 3.8%     |            |
| 2013年（平成25年） | 11,106           | −0.7%    |            |
| 2014年（平成26年） | 10,944           | −1.5%    |            |
| 2015年（平成27年） | 10,972           | 0.3%     |            |
| 2016年（平成28年） | 11,118           | 1.3%     |            |
| 2017年（平成29年） | 11,831           | 6.4%     |            |
| 2018年（平成30年） | 11,819           | −0.1%    |            |
| 2019年（令和元年） | 11,628           | −1.6%    |            |
| 2020年（令和02年） | 7,950            | −31.6%   | [ 東武 3 ] |
| 2021年（令和03年） | 9,015            | 13.4%    | [ 東武 4 ] |
| 2022年（令和04年） | 9,730            | 13.4%    | [ 東武 5 ] |
| 2023年（令和05年） | 10,131           | 4.1%     | [ 東武 6 ] |
| 2024年（令和06年） | 9,733            | −3.9%    | [ 東武 1 ] |

### 年度別1日平均乗車人員
1990年度（平成2年度）以降の1日平均乗車人員推移は以下の通りである。
| 年度               | JR東日本 | 東武鉄道 | 出典                    |
| ------------------ | -------- | -------- | ----------------------- |
| 1990年（平成02年） | 10,611   | 3,625    |                         |
| 1991年（平成03年） | 11,156   | 3,844    |                         |
| 1992年（平成04年） | 11,677   | 4,179    |                         |
| 1993年（平成05年） | 12,101   | 4,347    |                         |
| 1994年（平成06年） | 12,317   | 4,723    |                         |
| 1995年（平成07年） | 12,332   | 4,840    |                         |
| 1996年（平成08年） | 12,387   | 4,893    |                         |
| 1997年（平成09年） | 12,241   | 4,941    |                         |
| 1998年（平成10年） | 12,140   | 4,881    |                         |
| 1999年（平成11年） | 12,014   | 4,799    | [ 県統計 1 ]            |
| 2000年（平成12年） | 11,965   | 5,126    | [ JR 2 ] [ 県統計 2 ]   |
| 2001年（平成13年） | 12,451   | 5,470    | [ JR 3 ] [ 県統計 3 ]   |
| 2002年（平成14年） | 12,426   | 5,277    | [ JR 4 ] [ 県統計 4 ]   |
| 2003年（平成15年） | 12,347   | 5,234    | [ JR 5 ] [ 県統計 5 ]   |
| 2004年（平成16年） | 12,307   | 5,175    | [ JR 6 ] [ 県統計 6 ]   |
| 2005年（平成17年） | 12,396   | 5,099    | [ JR 7 ] [ 県統計 7 ]   |
| 2006年（平成18年） | 13,008   | 5,599    | [ JR 8 ] [ 県統計 8 ]   |
| 2007年（平成19年） | 13,044   | 5,689    | [ JR 9 ] [ 県統計 9 ]   |
| 2008年（平成20年） | 12,873   | 5,714    | [ JR 10 ] [ 県統計 10 ] |
| 2009年（平成21年） | 12,291   | 5,423    | [ JR 11 ] [ 県統計 11 ] |
| 2010年（平成22年） | 11,988   | 5,425    | [ JR 12 ] [ 県統計 12 ] |
| 2011年（平成23年） | 11,989   | 5,341    | [ JR 13 ] [ 県統計 13 ] |
| 2012年（平成24年） | 12,107   | 5,539    | [ JR 14 ] [ 県統計 14 ] |
| 2013年（平成25年） | 12,192   | 5,502    | [ JR 15 ] [ 県統計 15 ] |
| 2014年（平成26年） | 11,843   | 5,411    | [ JR 16 ] [ 県統計 16 ] |
| 2015年（平成27年） | 12,094   | 5,430    | [ JR 17 ] [ 県統計 17 ] |
| 2016年（平成28年） | 12,150   | 5,436    | [ JR 18 ] [ 県統計 18 ] |
| 2017年（平成29年） | 12,499   | 5,788    | [ JR 19 ] [ 県統計 19 ] |
| 2018年（平成30年） | 12,538   | 5,798    | [ JR 20 ] [ 県統計 20 ] |
| 2019年（令和元年） | 12,297   | 5,724    | [ JR 21 ] [ 県統計 21 ] |
| 2020年（令和02年） | 8,826    | 3,922    | [ JR 22 ] [ 県統計 22 ] |
| 2021年（令和03年） | 9,522    | 4,439    | [ JR 23 ] [ 東武 4 ]    |
| 2022年（令和04年） | 10,451   | 4,799    | [ JR 24 ] [ 東武 5 ]    |
| 2023年（令和05年） | 10,963   | 4,998    | [ JR 1 ] [ 東武 6 ]     |
| 2024年（令和06年） |          | 4,776    | [ 東武 1 ]              |

## 駅周辺
当駅は久喜市旧栗橋町の中心市街地に位置し、栗橋総合支所の最寄り駅である。付近には複数のスーパー・コンビニ・ドラッグストアなどもある。近年開設された西口は土地区画整理事業が完了してから日が浅く、駅前には暫定的な土地利用としてパークアンドライドを目的としたコインパーキングが多く立地する。

### 東口
日光街道・奥州街道の旧宿場町（栗橋宿）があり、歴史的建造物も存在する。旧栗橋町の中心市街地を成している。ゴルフ場、栗橋国際カントリー倶楽部が存在することから、前述の歴史節で触れた通り、快速フェアーウェイが停車していた。フェアーウェイも参照。
- 久喜市栗橋行政センター（徒歩20分）
- 栗橋文化会館（イリス）
- 栗橋B&G海洋センター
- いきいき活動センターしずか館
- 栗橋公民館
- 伝・静御前の墓
- 栗橋白百合幼稚園
- 久喜市立栗橋小学校
- 栗橋郵便局
- ドラッグストア セキ 栗橋北店
- 国土交通省 利根川上流河川事務所
- 国道4号・利根川橋
- ベイシア 栗橋店 - 当駅が最寄り駅ではあるが、ベイシア経由の路線バス（五霞町コミュニティバス日中コース）は南栗橋駅から運行されている。
- 埼玉りそな銀行 栗橋支店
- 川口信用金庫 栗橋支店
- クスリのアオキ 栗橋中央店
- 栗橋国際カントリー倶楽部 - 利根川対岸の河川敷にあり、クラブバス利用（要予約）
- 古河市循環バス（ぐるりん号）「栗橋駅東口」停留所

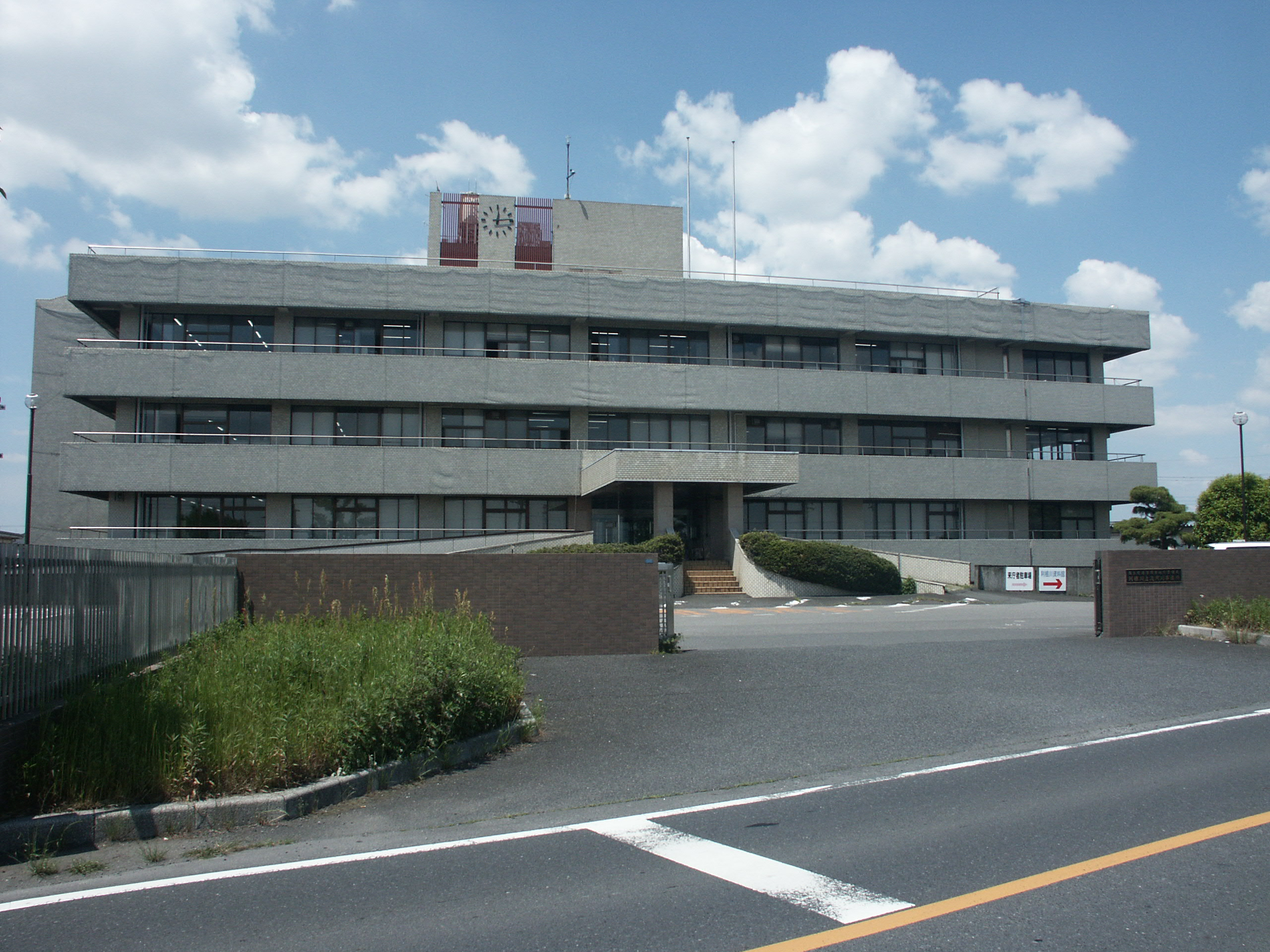
国土交通省利根川上流河川事務所
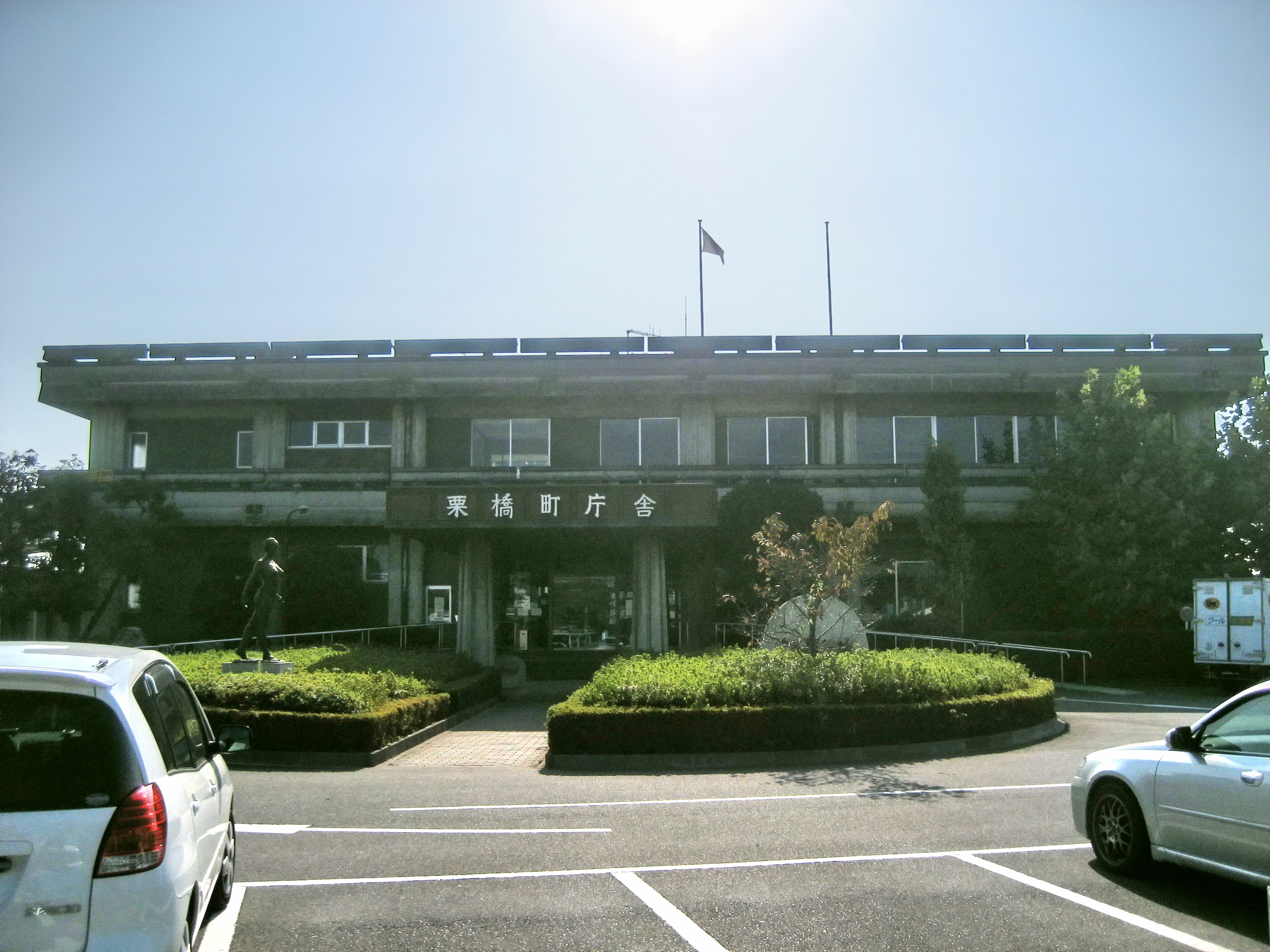
久喜市栗橋総合支所

### 西口
西口開設に併せて、久喜市（旧栗橋町）域と加須市（旧大利根町）域でそれぞれ土地区画整理事業が行われた。栗橋地区は2022年3月に町名地番変更が行われた。900メートルほど西に進むと、加須市大利根地域であり、大利根地区の区画整理は2017年に町名地番変更が行われている。なお、大利根地区に南接する同じ加須市内の野中土地区画整理事業は施工中（2033年完了）である。
西口は加須市北川辺地域に所在する開智未来中学・高等学校のスクールバス停留所にもなっており、栗橋北彩高校と併せて生徒の利用も多い。開智未来中学・高等学校の生徒の多くが当駅を利用し通学することから、当駅発着のスクールバス便が最も多い。
その他、群馬県館林市に所在する前橋競輪の館林場外競輪車券売場（トーターレボリューションドーム館林）行きの無料送迎バスも、当駅西口から競輪開催日のみ運行されている。
- 栗橋・大利根住民サービスセンター
- 認定こども園こどもむら 栗橋さくら幼稚園
- 埼玉県立栗橋北彩高等学校
- マミーマート 栗橋店
- ドラッグストア セキ 栗橋店
- しまむら 栗橋店
- ボートピア栗橋 - 所在地は東口方にあるが、無料シャトルバスの停留所は西口にあるので注意が必要。
- カインズモール 大利根店
- ピアシティ大利根

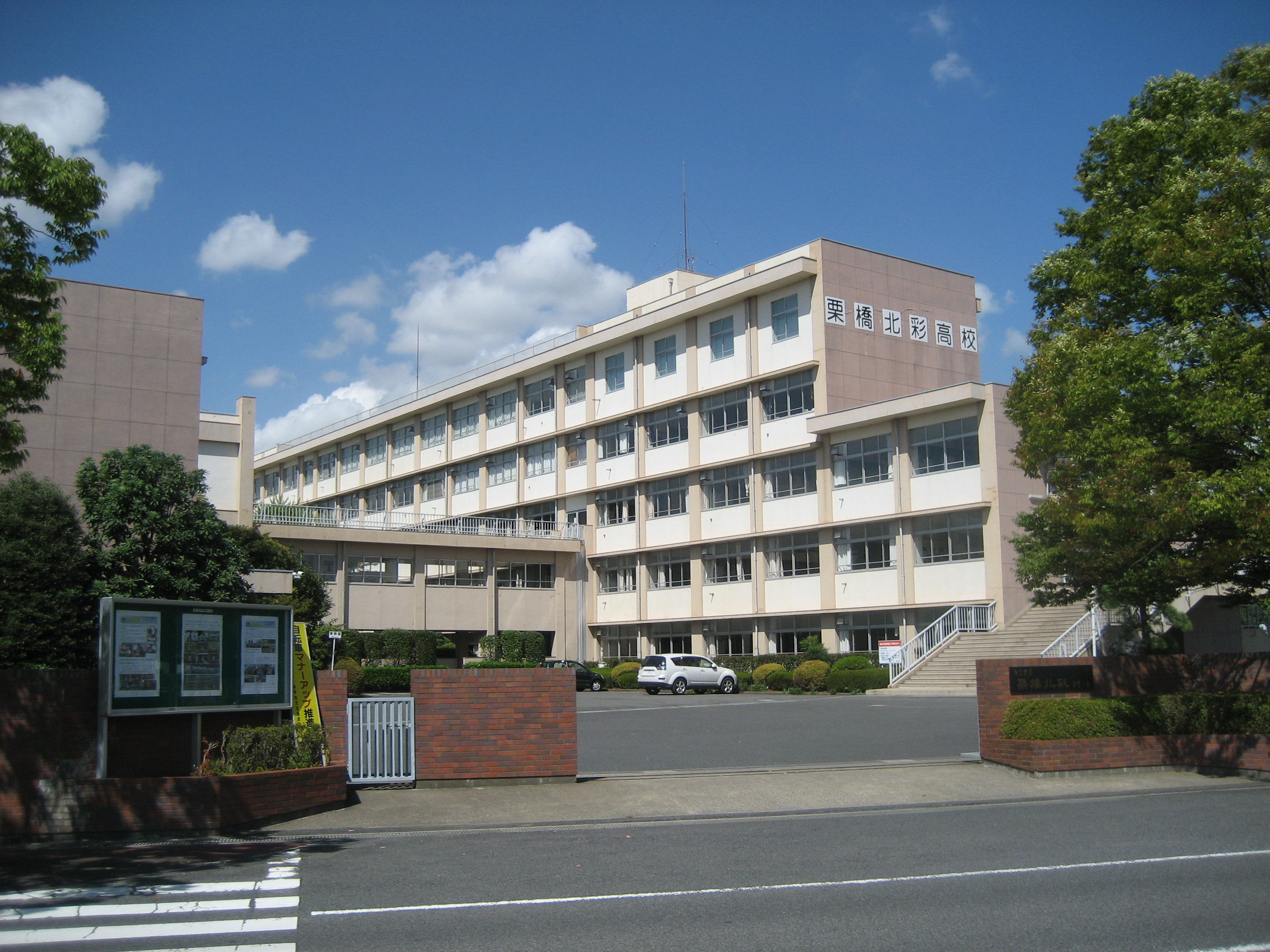
埼玉県立栗橋北彩高校

## その他
- 当駅 - 古河駅間の茨城県古河市の旧新郷村内には、かつて昭和20年代に新郷村民の猛運動で出来た、出口や改札口、プラットホームもない新郷駅があった[21]。昭和45年発行の『古河市のあゆみ 市制20周年記念』によると、利根川橋梁のカスリーン台風に伴う改修工事中は単線運転になり、現古河市側は中田信号所が設置され、朝ラッシュ時上りと夕ラッシュ時下り1本ずつが停車したとの記述がある。

## 隣の駅
東日本旅客鉄道（JR東日本）
■宇都宮線
■快速（「ラビット」を含む）
通過
■普通
東鷲宮駅 - 栗橋駅 - 古河駅
東武鉄道
 日光線
■急行
南栗橋駅（TN 03） - 栗橋駅（TN 04） - 板倉東洋大前駅（TN 07）
■普通
南栗橋駅（TN 03） - 栗橋駅（TN 04） - 新古河駅（TN 05）

### 記事本文

##### 広報資料・プレスリリースなど一次資料
1. ↑  “Suicaご利用可能エリアマップ（2001年11月18日当初）” (PDF).   東日本旅客鉄道. 2019年7月27日時点のオリジナルよりアーカイブ。2020年4月30日閲覧。
2. 1 2  『“より便利に” “より快適に” 3月18日 伊勢崎線・日光線でダイヤ改正を実施』（PDF）（プレスリリース）東武鉄道、2005年12月16日。オリジナルの2005年12月29日時点におけるアーカイブ。2020年4月30日閲覧。
3. ↑  『PASMOは3月18日（日）サービスを開始します ー鉄道23事業者、バス31事業者が導入し、順次拡大してまいりますー』（PDF）（プレスリリース）PASMO協議会／パスモ、2006年12月21日。オリジナルの2020年5月1日時点におけるアーカイブ。2020年6月24日閲覧。
4. 1 2  『快速・区間快速列車が「とうきょうスカイツリー駅」に停車!! 3月16日（土）東武スカイツリーライン・伊勢崎線・日光線 ダイヤ改正』（PDF）（プレスリリース）東武鉄道、2013年2月14日。オリジナルの2013年2月28日時点におけるアーカイブ。2020年4月30日閲覧。
5. 1 2 3 4  『2017年4月21日（金）ダイヤ改正を実施! 東武スカイツリーライン・伊勢崎線・日光線・鬼怒川線など【特急列車以外の一般列車】』（PDF）（プレスリリース）東武鉄道、2017年2月28日。オリジナルの2020年3月19日時点におけるアーカイブ。2020年3月22日閲覧。

### 利用状況
JR東日本の2000年度以降の乗車人員
1. 1 2  各駅の乗車人員（2023年度） - JR東日本
2. ↑  各駅の乗車人員（2000年度） - JR東日本
3. ↑  各駅の乗車人員（2001年度） - JR東日本
4. ↑  各駅の乗車人員（2002年度） - JR東日本
5. ↑  各駅の乗車人員（2003年度） - JR東日本
6. ↑  各駅の乗車人員（2004年度） - JR東日本
7. ↑  各駅の乗車人員（2005年度） - JR東日本
8. ↑  各駅の乗車人員（2006年度） - JR東日本
9. ↑  各駅の乗車人員（2007年度） - JR東日本
10. ↑  各駅の乗車人員（2008年度） - JR東日本
11. ↑  各駅の乗車人員（2009年度） - JR東日本
12. ↑  各駅の乗車人員（2010年度） - JR東日本
13. ↑  各駅の乗車人員（2011年度） - JR東日本
14. ↑  各駅の乗車人員（2012年度） - JR東日本
15. ↑  各駅の乗車人員（2013年度） - JR東日本
16. ↑  各駅の乗車人員（2014年度） - JR東日本
17. ↑  各駅の乗車人員（2015年度） - JR東日本
18. ↑  各駅の乗車人員（2016年度） - JR東日本
19. ↑  各駅の乗車人員（2017年度） - JR東日本
20. ↑  各駅の乗車人員（2018年度） - JR東日本
21. ↑  各駅の乗車人員（2019年度） - JR東日本
22. ↑  各駅の乗車人員（2020年度） - JR東日本
23. ↑  各駅の乗車人員（2021年度） - JR東日本
24. ↑  各駅の乗車人員（2022年度） - JR東日本

東武鉄道の1日平均利用客数
1. 1 2 3 4  『駅別乗降人員 2024年度』（PDF）（レポート）東武鉄道、7頁。オリジナルの2025年5月19日時点におけるアーカイブ。2025年5月19日閲覧。
2. ↑  “駅情報（乗降人員）”.   東武鉄道. 2024年10月13日閲覧。
3. ↑  東武鉄道　駅情報（乗降人員） - ウェイバックマシン（2021年12月15日アーカイブ分）、2022年8月12日閲覧
4. 1 2  『駅別乗降人員 2021年度』（PDF）（レポート）東武鉄道、2024年、7頁。オリジナルの2024年5月18日時点におけるアーカイブ。
5. 1 2  『駅別乗降人員 2022年度』（PDF）（レポート）東武鉄道、2024年、7頁。オリジナルの2024年9月8日時点におけるアーカイブ。
6. 1 2  『駅別乗降人員 2023年度』（PDF）（レポート）東武鉄道、2024年、7頁。オリジナルの2024年9月8日時点におけるアーカイブ。

JR・私鉄の統計データ
1. ↑  “レポート”.   関東交通広告協議会. 2024年10月14日閲覧。
2. ↑  埼玉県統計年鑑 - 埼玉県
3. ↑  統計くき - 久喜市

埼玉県統計年鑑
1. ↑  埼玉県統計年鑑（平成12年）
2. ↑  埼玉県統計年鑑（平成13年）
3. ↑  埼玉県統計年鑑（平成14年）
4. ↑  埼玉県統計年鑑（平成15年）
5. ↑  埼玉県統計年鑑（平成16年）
6. ↑  埼玉県統計年鑑（平成17年）
7. ↑  埼玉県統計年鑑（平成18年）
8. ↑  埼玉県統計年鑑（平成19年）
9. ↑  埼玉県統計年鑑（平成20年）
10. ↑  埼玉県統計年鑑（平成21年）
11. ↑  埼玉県統計年鑑（平成22年）
12. ↑  埼玉県統計年鑑（平成23年）
13. ↑  埼玉県統計年鑑（平成24年）
14. ↑  埼玉県統計年鑑（平成25年）
15. ↑  埼玉県統計年鑑（平成26年）
16. ↑  埼玉県統計年鑑（平成27年）
17. ↑  埼玉県統計年鑑（平成28年）
18. ↑  埼玉県統計年鑑（平成29年）
19. ↑  埼玉県統計年鑑（平成30年）
20. ↑  埼玉県統計年鑑（令和元年）
21. ↑  埼玉県統計年鑑（令和2年）
22. ↑  埼玉県統計年鑑（令和3年）